# 韦勒 (默兹省)
韦勒（法語：Woël，法語發音：[wɛl]）是法国默兹省的一个市镇，属于凡尔登区。

## 地理
韦勒（49°2'22"N, 5°43'46"E）面积13.21 平方千米，位于法国大東部大區默兹省，该省份为法国西北部内陆省份，北与比利时接壤，西接马恩省和阿登省，南至上马恩省和孚日省，东临默尔特-摩泽尔省。
与韦勒接壤的市镇（或旧市镇、城区）包括：阿维莱尔圣克鲁瓦、栋库尔欧唐普利耶、瓦夫尔地区容维尔、拉绍塞、维尼厄勒-莱阿通沙泰勒。
韦勒的时区为UTC+01:00、UTC+02:00（夏令时）。

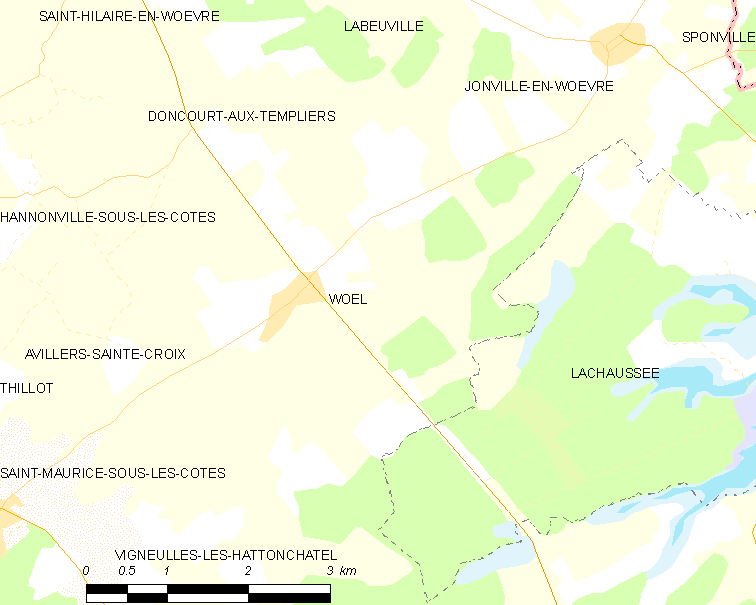
韦勒的OSM定位图

## 行政
韦勒的邮政编码为55210，INSEE市镇编码为55583。

## 政治
韦勒所属的省级选区为埃坦县。

## 人口

1962-2008年间韦勒人口变化图示

韦勒于2022年1月1日时的人口数量为208人。